# Humboldt (Saskatchewan)
Humboldt è una città del Canada nella provincia del Saskatchewan.